# التدخل العسكري في سوريا
منذ انطلاق الحرب الأهلية في سوريا سنة 2011 تدخلت عدة قوات أجنبية على التراب السوري لأسباب متعددة ومختلفة.

## استعمال الأسلحة الكيميائية
اتهمت دول كالولايات المتحدة الأمريكية، فرنسا وبريطانيا النظام السوري باستعمال الأسلحة الكيميائية ضد مدنين وأبرز هذه الاتهمات كانت في أبريل من سنة 2018 ونتج عنها تدخل عسكري لضرب ما وصفه المتدخلون بمراكز بحث وأخرى عسكرية خاصة بالأسلحة الكيميائية تابعة للنظام السوري.
حذر في 15 أبريل 2018 وزير الخارجية الفرنسي جان إيف لو دريان من وقوع كارثة إنسانية في مدينة إدلب السورية التي يسيطر عليها مقاتلو المعارضة والتي قد تكون حسب تقديره الهدف التالي للجيش السوري. ويبلغ عدد سكان إدلب المليوني ساكن من بينهم 200 ألف لجؤ من مناطق كانت تسيطر عليه المعارضة واستعادها الجيش السوري.